# Brown Ideye
Brown Aide Ideye (ur. 10 października 1988 w Yenagoi) – nigeryjski piłkarz, reprezentant kraju grający na pozycji napastnika.

## Kariera piłkarska
Przygodę z futbolem rozpoczął w 2003 w klubie Bayelsa United FC w Nigerii. W 2006 dołączył do drużyny juniorów tego zespołu. Wystąpił w 19 spotkaniach i strzelił 6 bramek. W 2006 przeszedł do zespołu Ocean Boys. W zespole tym zagrał w 5 spotkaniach i strzelił tylko 1 bramkę. W 2008 wyjechał do Szwajcarii, gdzie zakupił do klub Neuchâtel Xamax. W klubie tym pokazał się z bardzo dobrej strony, gdyż w 55 spotkaniach strzelił 23 bramki. Od 21 stycznia 2010 grał we francuskim FC Sochaux-Montbéliard. 6 lipca 2011 podpisał 5-letni kontrakt z Dynamem Kijów. 18 lipca 2014 przeszedł do West Bromwich Albion.
W 2015 roku został zawodnikiem greckiego Olympiakosu. W sezonie 2015/2016 zdobył z nim mistrzostwo Grecji.
W 2017 roku Ideye przeszedł do występującego w Chinese Super League Tianjin Teda. 29 stycznia 2018 roku został wypożyczony na pół roku do hiszpańskiego zespołu Málaga CF. 20 czerwca 2019 podpisał roczny kontrakt z greckim Arisem. Po roku odszedł do Turcji do Göztepe SK. Obecnie gra w kuwejckim Al-Yarmouk.

## Kariera reprezentacyjna
Karierę reprezentacyjną rozpoczął w 2010. W tym samym roku został powołany przez trenera Larsa Lagerbäcka na MŚ 2010 w trybie awaryjnym w miejsce John Obiego Mikela, który to doznał kontuzji. 
Na tym turnieju występował z numerem 10. Uczestnik Pucharu Narodów Afryki 2013 i Pucharu Konfederacji 2013. W latach 2010–2016 wystąpił w reprezentacji w 27 spotkaniach i strzelił 6 bramek.

## Sukcesy i odznaczenia

### Sukcesy klubowe
- mistrz Nigerii: 2007